# Kazuya Nakai
Kazuya Nakai (jap. 中井 和哉, Nakai Kazuya; * 25. November 1967 in Hyōgo-ku, Kōbe, Japan) ist ein japanischer Synchronsprecher (Seiyū). Er arbeitet für die Agentur Aoni Production.

## Leben
Kazuya Nakai arbeitet als Synchronsprecher und Erzähler. Er ist verheiratet und hat ein Kind. Er mag besonders gern Hunde als Haustiere, hat jedoch auch eine streunende Katze aufgenommen, die er Ku-chan getauft hat. Zu seinen Hobbys zählt das Bogenschießen. Kazuya Nakai hatte eine seiner ersten Rollen in dem Anime After War Gundam X als Witz Sou. Besser bekannt ist er jedoch für seine Rollen als Synchronsprecher für die Figur des Roronoa Zoro in der Serie One Piece, Hijikata in Gintama, Mugen in Samurai Champloo, Date Masamune in Sengoku Basara oder Ultraman Max in Ultraman Max.
Viele Charaktere, die von Kazuya gespielt werden, sind rowdyhafte Persönlichkeiten. Andererseits verkörpert er oft diejenigen Figuren, die bescheiden und ruhig sind. Darüber hinaus sind viele dieser Charaktere Schwertkämpfer (Zoro, Date Masamune, Mugen, Hijikata und Capricorn El Cid).

## Sprechrollen (Auswahl)
| Anime-Fernsehserien - 07-Ghost … als Colonel Katsuragi - Ai Yori Aoshi … als Suzuki - Arjuna … als Chris Hawken - Asu no Yoichi! … als Ryo Washizu - Asura Cryin’ … als Takaya Kagakagari - Asura Cryin’ 2 … als Takaya Kagakagari - After War Gundam X … als Witz Sou - Battle Programmer Shirase … als Akira Shirase - Black Jack … als Gori - Blade of the Immortal … als Magatsu Taito - Blue Exorcist … als Ryūji Suguro - Bobobo-bo Bo-bobo … als Keseran Paseran - Brave 10 … als Jinpachi Nezu - Danganronpa … als Mondo Owada - D.Gray-man … als Gozu - Death Note … als Kanzo Mogi - Densetsu no Yūsha no Densetsu … als Refal Edia - Detektiv Conan (Detective Conan) … als Takashi Kotegawa - Digimon Savers … als Gaomon - Durarara!! … als Gin-chan (nur auf der DVD, 12.5: Heaven’s Judgement) - Fullmetal Alchemist: Brotherhood … als Miles - God Eater … als Soma Schicksal - Gin Tama … als Hijikata Toshirou - Grenadier – The Senshi of Smiles … als Yajiro Kojima - Gun × Sword (Episode 18) - Hataraki Man … als Fumiya Sugawara - Hatsukoi Limited … als Gengorō Takei - Hellsing … als Jan Valentine - Hyōge Mono … als Date Masamune - Immortal Grand Prix … als River Marque - Inu Yasha … als Hoshiyomi - Ixion Saga Dimension Transfer - Jyu Oh Sei … als Zagi - Kuroko no Basuke … als Shoichi Imayoshi - Mobile Suit Gundam SEED … als Reverend Malchio - Nodame Cantabile … als Kōzō Etō - Naruto Shippuden … als Furido - Nichijō … als Ansager/Erzähler - Noein: Mō Hitori no Kimi e … als Karasu, Noein - One Piece – Der Film … als Roronoa Zoro, Pierre, Jigoroh, Saldeath, Drip der falsche Sanji - One Piece – Abenteuer auf der Spiralinsel! … als Roronoa Zoro - One Piece – Chopper auf der Insel der seltsamen Tiere … als Roronoa Zoro - One Piece – Das Dead End Rennen … als Roronoa Zoro - Pokémon … als Morio, Shintaro, Naoshi - Ragnarok the Animation … als Iruga - Samurai Champloo … als Mugen - Scrapped Princess … als Galil, Socom - Sengoku Basara … als Date Masamune - Shikabane Hime … als Hagino (Episode 1) - Tegami Bachi … als Jiggy Pepper - Trinity Blood … als Tres Iqus - Valkyria Chronicles … als Zaka - ×××HOLiC … als Shizuka Dōmeki, Haruka Dōmeki - Yondemasuyo, Azazel-san … als Salamander - Yu-Gi-Oh! … als Shido-sensei, Schüler B (Erste Staffel, Episode 10) - Fire Force … als Akitaru Oubi Tokusatsu - Tokusou Sentai Dekaranger … als Igaroid, Uniga - Engine Sentai Go-onger … als Hiramechimedes - Kamen Rider Hibiki … als Erzähler, Eiki - Ultraman Max … als Ultraman Max | Computerspiele - Bleach: Soul Resurrección (The Hell Verse Demo … als Kokutō) - Clover no Kuni no Alice … als Gray Ringmarc - Dissidia 012 Final Fantasy … als Gilgamesh - Dynasty Warriors … als Dian Wei (Serie … als Xiahou Dun) - Ehrgeiz … als Najimu - Everybody’s Golf (Serie … als Musatsu) - Fantasy Earth: Zero … als Emperor Lyle Q’valda Gevrand - Final Fantasy X … als Wakka - Final Fantasy X-2 … als Wakka - Final Fantasy XIII-2 … als Gilgamesh - Final Fantasy Type-0 … als Gilgamesh - Fullmetal Alchemist 3: Kami o Tsugu Shōjo … als Zerugiu - Garouden : breakblow fist or twist … als Tanba Bunshichi - Ghost of Tsushima … als Jin Sakai - God Eater … als Soma - Kingdom Hearts … als Wakka - Kingdom Hearts II … als Rai - Mobile Suit Gundam SEED (Serie … als Barry Ho) - Mobile Suit Gundam: Zeonic Front … als Lt. Agar - Mr. Driller (Serie … als Kiru Saku, Kowasu) - Ninety-Nine Nights … als Klarrann - No More Heroes: Heroes’ Paradise … als Travis Touchdown - One Piece (Serie … als Roronoa Zoro) - Mega Man Zero (Serie … als Fighting Fefnir) - Sengoku Basara … als Date Masamune - Shining Blade … als Dylan - Shining Force EXA … als Duga - Shining Wind … als Hyoun - Shin Megami Tensei: Persona 3 … als Shinjiro Aragaki - Summon Night: Twin Age … als Nassau - Super Robot Wars (Serie … als Witz Sou, Jika Arutorito) - Tales of Legendia … als Moses Sandor - Tokimeki Memorial Girl’s Side: 2nd Kiss … als Katsumi Shiba - Valkyria Chronicles … als Zaka - Will o’ Wisp … als Will - Xenosaga Episode III: Also sprach Zarathustra … als Assistant Scott - Yakuza 3 … als Hasebe - Zangeki no Reginleiv … als Sigmund Video- und Filmproduktionen - Bleach: Hell Chapter … als Kokutō - Blue Submarine No.6 … als Captain of the Shang - Broken Blade … als General Borcuse - Fate/Prototype … als Lancer/Cu Chulainn - Gintama JUMP Festa 2005 … als Gintama - Saint Seiya … als Worm Raimi - Saint Seiya: The Lost Canvas … als Capricorn El Cid - xxxHolic, ein Sommernachtstraum (×××HOLiC: Shunmuki) … als Shizuka Dōmeki - Switch … als Keigo Kajiyama - Dogs: Bullets & Carnage … als Melvin Scrooge - One Piece … als Roronoa Zoro (Filme) - Barnyard … als Pip the Mouse - Back at the Barnyard … als Pip the Mouse - Misty Island Rescue … als Ferdinand - Lord of Heroes … als Ricardo |